# Astragalus alopecurus
Espèce
Astragalus alopecurus, l’Astragale queue de renard, Queue de renard des Alpes, Astragale centralpin ou Astragale vulpin, est une espèce de plantes à fleurs de la famille des Fabaceae. Il s'agit d'une espèce eurasiatique.

## Description
C'est une plante herbacée pérenne haute de 40 à 120 cm dont les fleurs jaunes sont regroupées en épis denses.

## Répartition et habitat
Cette espèce est originaire de l'Europe du Sud (France, Italie, Bulgarie) et de l'Asie (Russie, Arménie, Turquie, Géorgie, Azerbaïdjan, Kazakhstan, Chine).

## Nomenclature et systématique
Cette espèce a reçu d’autres appellations, synonymes mais non valides :
- Astragalus alopecuroides sensu auct.
- Astragalus alopecuroides L. var. hookeri Pamp.
- Astragalus alopecuroides L. var. winterlii Pamp.
- Astragalus alopecuroides Pall. var. typicus Pamp.
- Astragalus alopecurus Pall. var. maximus (Willd.)Trautv.
- Astragalus alopecurus Pall. var. pallasiana Trautv.
- Astragalus centralpinus Braun-Blanq.
- Astragalus dasysemius (D.F. Chamb. & V.A. Matthews) Ponert
- Astragalus dzhawakheticus Bordz.
- Astragalus maximus Willd.
- Astragalus maximus L. var. dasysemius D.F.Chamb. & V.A.Matthews
- Astragalus maximus L. var. oblongiceps Manden.
- Tragacantha alopecurus (Pall.) Kuntze
- Tragacantha maxima (Willd.) Kuntze